# サントリーレッド
サントリーレッドは、サントリー（二代目、旧・サントリースピリッツ、サントリービール、サントリー酒類等その他サントリーグループ関連各社）が製造・販売するブレンデッド・ウイスキー（原酒の一部に海外産の原酒も使用されているため、日本洋酒酒造組合の定めるジャパニーズ・ウイスキーの表示基準に合致しないワールドブレンデッドウイスキー、またはジャパンメイドウイスキー扱いの商品となる）の一つである。
1930年（昭和5年）に「サントリー赤札」として発売されるも、一時製造中止を経て、1964年（昭和39年）に再度発売され、以降サントリーウイスキーの定番銘柄としてその名を知られている。

## 歴史

### 前史
寿屋の創業者、鳥井信治郎は1907年（明治40年）に「赤玉ポートワイン」を発売し、同社の土台を築くと、1923年（大正12年）より新規事業として、スコットランドで本場のスコッチウイスキーの製造を学んだ竹鶴政孝を招聘し、同年三島郡島本村（現：島本町）山崎に山崎蒸溜所を竣工し、翌1924年（大正13年）よりウイスキーの製造を開始する。
当時はまだウイスキー製造が手探りの状況で、原酒の熟成度合いや、ブレンド、市場のニーズ等を十分に把握していなかった中で、資本投下ばかりが続き、出資者から収益が出ないことに批判が上がったこともあり、まず1929年（昭和4年）に国産ウイスキー第1号となる製品を「白札」（後のサントリーホワイト）と名付けて販売した。
しかし白札は、スコッチ特有のピート臭が強すぎたこともあり、消費者から不評を買うと共に、失敗に終わった。諦めずに鳥井と竹鶴は、ブレンドを変えた「赤札」、現在のサントリーレッドを翌1930年（昭和5年）に発売するが、急場しのぎでつくられた代替品が、白札の不評を跳ね返せるはずもなく、これも消費者に見向きもされることなく終わり、赤札は製造中止を余儀なくされることになる。
この後、寿屋は1937年（昭和12年）に発売された「サントリーウイスキー12年」（現在のサントリー角瓶）で、国産ウイスキー事業を成功に導くと共に、1950年（昭和25年）に発売されたサントリーオールドで、その絶頂を極めるが、戦後になっても、赤札は復活することなく、「不遇の子」として扱われ続けることになる。

### 「不遇の子」の復活
1961年（昭和36年）5月30日、創業者の鳥井は社長の座を次男の佐治敬三に禅譲し、1962年（昭和37年）2月20日、息を引き取る。新たに社長の座に就いた佐治は、1963年（昭和38年）3月1日に、社名を寿屋からサントリーに改めると共に、新たな経営方針を打ち出してゆく。打ち出した事業として、戦前に父・鳥井信治郎が当時経営難にあった横浜の日英醸造を買収するも、数年で撤退を余儀なくされたビール市場への再挑戦、そして鳥井と共に国産ウイスキー事業の立ち上げに尽力した竹鶴が、寿屋を去って後に興したニッカウヰスキーが猛追していた最中でもあり、同社の主力であるウイスキーの銘柄の拡充を中心とするものであった。その中には戦前発売されるも、不遇の子として扱われ続けた、赤札の名も存在したのである。佐治の手により、赤札はサントリーレッドと名を変えて、1964年（昭和39年）に再度市場に投入されることになった。
佐治が赤札を復活させる切っ掛けとなったのは、同年ニッカから発売され、現在まで発売され続けているウイスキー、ハイニッカの市場投入があったことが大きいとされる。

### 定番銘柄へ
市場への復活と同時に、傘下の広告制作プロダクション、サン・アド（現：電通アドギア）によりCMが制作される。俳優の宇津井健が出演し、当時人気を得ていたコーラスグループ、デューク・エイセスがCMソングを担当。週末に部下と共に楽しむウイスキーとしてCMが制作され、レッドは拍手を持って迎えられる（その後、宇津井の降板後のCMキャラクターには大野しげひさが起用された）。当時ホワイトが1本1000円という価格だったのに対し、レッドは当時の希望小売価格で1本500円に設定されたこともあり、お徳用ウイスキーというイメージを視聴者に浸透させると共に発売に際しては「2本分入って、100円安い。」ダブルサイズ（1本900円）が大いに売れることになった。
その後、1970年代中期以降は新たな洋酒メーカーの参入や、1971年（昭和46年）の舶来ウイスキーの自由化に伴い、ブランドも増えてゆくと、レッドもまた新たなイメージを求められることになる。1977年（昭和52年）には当時博報堂のCMプランナーとして活躍していた藤井達朗の企画により、女優の大原麗子が出演し、映画監督の市川崑が演出を担当した、愛する旦那に振り回されつつも、健気に尽くす女性を演じるシリーズCMが大いに評判となる。このシリーズCMにおける藤井の考案したキャッチフレーズ「すこし愛して、なが～く愛して。」と「ときどき隣りに、おいといて。」は長年にわたってレッドの人気を決定付けることになった。
この後も現在まで食卓で晩酌に飲むウイスキーとしてのイメージを持ちながら、基本となる640ml瓶の他に180ml瓶、また、2.7Lや4Lの大型ペットボトルサイズなどで発売され続けている。
なお、2017年（平成29年）3月以降よりラベルの意匠が2002年（平成14年）の刷新以来、15年ぶりに刷新された。ボトルの意匠・形状はこれまで通りのものが使用されるが、“RED”の文字を強調したよりシンプルなラベルの意匠が採用され、更にキャップの“RED”の文字も従来品より力強い書体に変更し、店頭での視認性を向上させた。

## ラインアップ
2024年（令和6年）現在の製品
- 180ml瓶
- 640ml瓶
- 1,920mlペットボトル
- 2,700mlペットボトル
- 4,000mlペットボトル

過去の製品
- 1,280ml瓶（ダブルサイズ瓶）
- 1,920ml瓶（トリプルサイズ瓶）

## その他
- 発売当時にあたって、社内では「かつて発売されていた、サントリー白札の姉妹品」というイメージを意識する者が多かったようで、佐治は「そんな陳腐なイメージでは、折角の商品も売れへん。赤札やない。新しいウイスキーや」とその発想を跳ねつけると共に、とにかく新製品としての「サントリーレッド」を強調すべく、CMもボトルデザインも新たなモノを意識したという。

- ウイスキー自体は発売当初より、容量が640ml、アルコール分は競合商品となるニッカウヰスキーの「ハイニッカ」同様の39%に設定されており、また食中に飲むウイスキーとして発売されているため、風味は至って辛口寄りである。ただしアルコール分が39%というのは、ウイスキーとしては2024年（令和6年）現在、同社から発売されている「トリス〈クラシック〉」ほどではないものの、アルコール分が若干薄く、どちらかといえばリキュールに若干近いため、アルコール分の高さを味の基準とする洋酒愛好家にとっては、見解の分かれるところとなっている。

- 発売当時、前出の宇津井健が出演したCMは評判となると共に、コピーライターの仲畑貴志は、当時このCMを見て「宇津井健に”ヨッ”と言わせるだけなら、俺にも出来る」と自身がコピーライターになろうとした切っ掛けを語っている[4]。その後、仲畑は1972年にサン・アドに入社、程なくしてサン・アドの中心的存在となる。ただし仲畑がサン・アドに入った頃に、主に手掛けた広告企画は、サントリー角瓶のコピーが中心で、サントリーレッドについては、後に当時の社長の佐治敬三の意向もあり、広告は制作されなかったため、コピーについては、数作しか任されていない。ただし例外的にコピーライターブームの最中に、糸井重里が1980年（昭和55年）にサントリーレッドの広告コピーを担当し、「ロマンチックが、したいなぁ。」というキャッチフレーズを書いたことがある[注釈 4]。

- 1980年代中期には、サントリーホワイトと同じタイプの容量でクリアボトルの、ラベルが白地に赤文字でデザインされた「まろやかスペシャル」が発売されている。またこの他1990年代には、「超辛口」が製造されたことがある。ただしこれはサンプル品で市販されずに終わっている。

- 1980年（昭和55年）12月26日にFM東京で放送された番組「ラジオ・パラノイア」内で、B&Bによる漫才の掛け合い風CMが流された。

- 大原麗子が出演したシリーズCMは、CM企画を担当していた藤井達朗が1985年（昭和60年）に急逝したことや、また時代の変化に伴い、これまでサントリーにとってウィスキーが業績の大部分を占めていたのが、オールド・ショックなどの影響もあって、ウィスキーの売り上げが減少に転じたため、その後大原は出演CMをオールドへと移し、1990年（平成2年）までCMに出演すると共に、これ以降レッドのCMは放映されなくなった。1998年（平成10年）には酒税法の改正に伴い、南果歩ときたろうが出演したテレビCM「夕焼けレッド」が久々にテレビ放映されたが、このテレビCM放映を最後にレッドのCMは一切制作されていない。